# لامتزیا ترمه
شهر  لامزیا ترمه (به ایتالیایی: Lamezia Terme)   با جمعیت  ۷۰٬۵۵۵   نفر  در  ناحیه کالابریا در کشور ایتالیا واقع شده‌است.